# Oskar Wójcik
Oskar Wójcik (ur. 7 stycznia 2005) – polski piłkarz występujący na pozycji środkowego obrońcy w Cracovii.

## Kariera klubowa
stan na 13 sierpnia 2025
| Sezon   | Klub          | Kraj   | Rozgrywki           | Mecze | Gole |
| ------- | ------------- | ------ | ------------------- | ----- | ---- |
| 2022/23 | Cracovia II   | Polska | III liga (grupa IV) | 2     | 0    |
| 2023/24 | GKS Bełchatów | Polska | III liga (grupa I)  | 13    | 0    |
| 2024/25 | Cracovia      | Polska | PKO BP Ekstraklasa  | 1     | 0    |
| 2025/26 | Cracovia      | Polska | PKO BP Ekstraklasa  | 4     | 0    |

### GKS Bełchatów
17 lutego 2024 przeniósł się na półroczne wypożyczenie do GKS-u Bełchatów, gdzie rozegrał 13 meczów.

### Cracovia
W koszulce Cracovii zadebiutował 29 marca 2025 w meczu z Puszczą Niepołomice, gdzie w 93. minucie meczu zastąpił na boisku Jakuba Jugasa. 4 sierpnia 2025 podpisał nowy kontrakt z Cracovią, który obowiązuje do 2029 roku.